# CRADLE ON MY NOISE L*I*V*E 〜LIVE INSOMNIA VIDEO EDITION〜
『CRADLE ON MY NOISE L*I*V*E 〜LIVE INSOMNIA VIDEO EDITION〜』（クラドル オン マイ ノイズ ライヴ ライヴ インソムニア ヴィデオ エディション）は、鬼束ちひろの1作目（通算3作目）のライブ映像集。

## 解説
2001年11月7日に発売された。DVDおよびVHS規格の2形態での発売となり、DVD盤の初回プレス盤はトールサイズパッケージ仕様、VHS盤の初回プレス盤はカラーカセット仕様となっている。なお、いずれも初回プレス盤には、アーティスト写真とライブの撮り下ろし写真を使用したポストカード2枚が封入されている。
本作は、2001年8月16日に横浜アリーナにて行われた『PIA Music Foundation SPECIAL』での「月光」のライブ映像と、4月28日にSHIBUYA-AXにて行われた『CHIHIRO ONITSUKA LIVE TOUR 2001』ファイナル公演の模様の一部を収録している。各所には本人のインタビュー映像も挿入されている。また、特典映像として9月8日にTBSホールにて行われた『SKY PerfectTV! スペシャルライヴ』での「infection」のライブ映像が収録されている。

## 収録曲
1. 月光
2. イノセンス
3. edge
4. call
5. シャイン
6. 螺旋
7. Arrow of Pain
8. Try to cry
9. Cage
10. 月光
Special Track
11. infection